# Sexy movimiento
«Sexy movimiento» es el primer sencillo del álbum Wisin vs. Yandel: Los Extraterrestres, perteneciente al dúo de reguetón Wisin & Yandel.

## Recepción
En enero de 2008, la canción alcanzó el primer puesto en el chart Billboard Hot Latin Tracks de Estados Unidos.
La canción fue usada en la estación San Juan Sounds del videojuego GTA IV

## Remix
Se realizó un remix de esta canción con la cantante canadiense Nelly Furtado. Este remix se encuentra en el álbum Los Extraterrestres Reloaded: Otra Dimensión.

## Video musical
El videoclip de "Sexy movimiento" está dirigido por Jessy Terrero y fue grabado en Barahona, República Dominicana. El video trata de que, el dúo, después de tanto éxito, viajes, compromisos —según dice Wisin en el videoclip—, necesitaban un descanso, con un poco de acción. A esta decisión, Yandel le muestra una revista, que dice que se exhibirá un diamante muy valioso, a la que el dúo decide robarlo. Con presentación de muchas chicas, Wisin & Yandel se transportan en automóviles deportivos Ferrari Enzo y Porsche Carrera GT hasta llegar a la exhibición. Durante ésta, el dúo corta la iluminación, para que, mientras la gente se distraiga, robar el diamante. El videoclip se encuentra en el DVD de "Los Extraterrestres Reloaded: Otra Dimensión".

## Posicionamiento
| Listas (2008)                               | Posición máxima |
| ------------------------------------------- | --------------- |
| República Dominicana Domincan Singles Chart | 1               |
| Costa Rica Singles Chart                    | 1               |
| Billboard Hot 100                           | 98              |
| Hot Latin Tracks                            | 1               |
| Latin Rhythm Airplay                        | 1               |
| Tropical Airplay                            | 1               |
| Chile Singles Chart                         | 2               |